# Anacroneuria cosnipata
Anacroneuria cosnipata és una espècie d'insecte plecòpter pertanyent a la família dels pèrlids.

## Etimologia
El seu nom científic fa referència a l'indret on aquesta espècie fou trobada per primera vegada: el riu Cosñipata.

## Descripció
- Els adults presenten una coloració general marró fosc (incloent-hi el cap i les potes), el pronot marró fosc amb rugositats, les membranes alars i la nervadura marró fosc i el segment del fémur groc a la base.
- Les ales anteriors del mascle fan 10,5 mm de llargària.
- Ni la nimfa ni la femella no han estat encara descrites.[5][3]

## Hàbitat
En el seu estadi immadur és aquàtic i viu a l'aigua dolça, mentre que com a adult és terrestre i volador.

## Distribució geogràfica
Es troba a Sud-amèrica: el Perú i Bolívia.